# Frédéric de Lorraine (mort en 1299)
Pour les articles homonymes, voir Frédéric de Lorraine.
Frédéric de Lorraine ou Ferric de Lorraine, mort en 1299, est évêque d'Orléans de 1297 à 1299.

## Famille
Il est le fils de Ferry III, duc de Lorraine, et de Marguerite de Navarre.

## Biographie
Il est d'abord chanoine de la collégiale de Saint-Dié, puis le 13 janvier 1276, prévôt du même établissement. Il est ensuite prévôt de la cathédrale de Toul en 1277.

### Évêque d'Auxerre: nomination ratée
Après la mort de l'évêque d'Auxerre Guillaume de Grez le 29 janvier "1293" (1294 selon notre calendrier), le siège épiscopal d'Auxerre demeure vacant jusqu'en 1295. Dans cet intervalle se déroulent deux élections infructueuses. La première élection donne Ferric de Lorraine ; la deuxième élection donne Pierre de Grez, chanoine d'Auxerre et parent du défunt évêque. Célestin V charge Pierre Colonna, cardinal-diacre de Saint-Eustache, d'examiner ces élections ; mais Célestin V renonce à sa charge le 13 décembre 1294. Son successeur Boniface VIII, élu le 24 décembre 1294, fait venir à Rome les deux élus, qui tous deux se démettent courant 1295 de leurs droits à l'évêché d'Auxerre. Boniface, le plus favorable de tous les papes à l'absolutisme théocratique de la papauté, nomme d'office l'évêque d'Orléans Pierre de Mornay au siège d'Auxerre pour faire cesser "le trouble et la division".

### Évêque de Metz: nomination ratée
En 1296, à la mort de Bouchard d'Avesnes, évêque de Metz, il est l'un des candidats en compétition avec Thiébaut de Bar. Finalement, c'est un troisième religieux, Gérard de Rhéninghe, qui est choisi.

### Évêque d'Orléans
Le 14 février 1297, il est nommé évêque d'Orléans.

### Mort
Il est assassiné le 4 juin 1299 par un militaire, père d'une fille que Frédéric avait déshonorée.